# 419 Aurelia
419 Aurelia је астероид главног астероидног појаса. Приближан пречник астероида је 129,01 km,
а средња удаљеност астероида од Сунца износи 2,594 астрономских јединица (АЈ).
Инклинација (нагиб) орбите у односу на раван еклиптике је 3,925 степени, а орбитални период износи 1526,607 дана (4,179 године). Ексцентрицитет орбите астероида износи 0,253.
Апсолутна магнитуда астероида износи 8,42 а геометријски албедо 0,045.
Астероид је откривен 7. септембра 1896. године.